# Dendroprionomys rousseloti
Dendroprionomys rousseloti là một loài động vật có vú trong họ Nesomyidae, bộ Gặm nhấm. Loài này được F. Petter mô tả năm 1966.